# جون بنغتسون
جون بنغتسون (بالسويدية: Johan Bengtsson)‏ هو عازف باس سويدي، ولد في 3 مايو 1979 في هلسينغبورغ في السويد.